# Gianluca Caprari
Gianluca Caprari, né le 30 juillet 1993 à Rome, est un footballeur italien qui évolue au poste d'attaquant dans le club de l'AC Monza.

## Biographie
Il débute avec les pros le 8 mars 2011 face au Chakhtar Donetsk en ligue des champions.
Son premier match en Serie A a lieu le 7 mai 2011 face à l'AC Milan.

## Palmarès
Delfino Pescara 1936
- Serie B
  - Champion : 2012.